# Mei Lanfang (film)
À ne pas confondre avec le comédien Mei Lanfang
Pour plus de détails, voir Fiche technique et Distribution.
Mei Lanfang (chinois simplifié : 梅兰芳 ; chinois traditionnel : 梅蘭芳 ; pinyin : Méi Lánfāng) est un film biographique réalisé par Chen Kaige, son onzième en tant que réalisateur. Le film raconte l'histoire de la vie de Mei Lanfang, un des artistes les plus connus en Chine pour l'opéra de Pékin. Le film réunit à l'affiche Leon Lai dans le rôle de Mei, Zhang Ziyi, Sun Honglei et Masanobu Ando.
Alors qu'il doit s'appeler Mei Lanfang, le titre en anglais du film change en Forever Enthralled en novembre 2008, peu avant sa sortie.
Le film participe en compétition à la Berlinale 2009 pour le titre d'Ours d'or.